# Мюггбукта

Карта Гренландії показує розташування Мюггбукти в межах Землі Еріка Рудого (окупованої Норвегією 1931—1933 рр.

Мюггбукта (норв. Myggbukta — «Москітна затока») — колишня норвезька китобійна, метеорологічна та радіостанція (Myggbukta Radio/LMG), розташована на узбережжі Східної Гренландії на території сучасної Землі короля Християна X. Була фактичною столицею землі Еріка Рудого.
Ділянка розташована в голові затоки Маккензі, в районі перешийка Холд-віз-Хоуп. Адміністративно він належить до північно-східної частини Національного Парку Гренландії.

## Галерея
|  |  |